# Quintus Caecilius Metellus Nepos (Kr. e. 57)
Quintus Caecilius Metellus Nepos (Kr. e. 1. század) római politikus, katonatiszt, az előkelő, plebeius származású Caecilia gens Metellus-ágának tagja, a hasonló nevű Quintus Caecilius Metellus Nepos, Kr. e. 98. consuljának fia volt, elsősorban Pompeius híveként ismert.

## Származása
Agnomenjét (a latin Nepos jelentése unoka) atyjától örökölte, idősebbik fivérét Quintus Caecilius Metellus Celernek nevezték. A praenomenjeik azonosságát egyes kutatók azzal magyarázzák, hogy az idősebb Neposnak eredetileg két fia volt. Az elsőt szintén Quintus Neposnak nevezték, míg a másodikat, akinek egyébként nem tudjuk a nevét, bizonyos Quintus Caecilius Metellus Celer örökbefogadta – innen az utóneve és a Qiuntus előnév. Az első ifjabb Nepos azonban feltehetően öccse adoptióját követően, de még a cikkben tárgyalt másik Nepos születése előtt elhalálozott, nevét így az újonnan született harmadik gyermek örökölte. Ez magyarázza, hogy az idősebb fiút fogadták örökbe, és a fiatalabb vitte tovább az apai nevet.

## A politika színpadán
Első említése Kr. e. 67-ből származik: ekkor Pompeius legatusa volt a kalózok elleni harcokban. Még Kr. e. 64-ben is a hadvezér mellett szolgált, ekkor már Asia provinciában. Kr. e. 63-ban tért vissza Rómába, hogy a néptribunus-választáson jelöltként léphessen fel, így segítve Pompeius ügyét. Az arisztokrata optimata párt – amelynek Metellus családja hagyományosan prominens képviselője volt – ekkoriban mindenkinél jobban tartott a hadvezértől, és megdöbbentő volt számára Nepos viselkedése. Ellenjelöltként az ifjabb Catót léptették fel, azonban nem tudták megakadályozni a győzelmét.

## Cicero és Nepos párharca
Kr. e. 63. december 10-én Nepos elfoglalta a tribunusi hivatalt, és mindjárt heves támadást intézett Cicero consul ellen, akit a fennálló államrend jelképének tekintett: megakadályozta, hogy hivatalának utolsó napján leköszönő beszédet tartson – mondván, hogy ő sem hallgatta meg a népet, hát a nép se hallgassa meg őt –; a neves szónok pusztán az ilyenkor szokásos esküt tehette le. Kr. e. 62. január 1-jén Cicero keserű beszédet intézett Nepos ellen, amit az két nap múlva hasonló rosszindulattal viszonzott, utalva ellenfele alacsony származására, és azzal fenyegette meg, hogy a Catilina-összeesküvés felgöngyölése kapcsán tett intézkedései (ítélet nélküli kivégzések) miatt felelősségre vonását fogja követelni. Cicero az utóbb Metellinának elnevezett beszédben válaszolt, amely elveszett, de feltehetően a későbbi Philippikák stílusában készülhetett.
Nepos később törvényjavaslatot terjesztett be, miszerint az önkényes kivégzések megakadályozása céljából Pompeiust hadaival együtt Rómába kellene hívni. Ezt Julius Caesar is támogatta, mivel el akarta érni, hogy a senatus nyíltan szakítson Pompeiusszal. A helyzet minden oldalon elkeseredetté vált. Cato megpróbálta megakadályozni a javaslat felolvasását, de erőszakkal eltávolították a Forumról, azonban hamarosan visszatért több párthívével együtt,  akik végül sikeresen elüldözték Metellust, aki Pompeiushoz menekült. A senatusban javasolták Nepos hivataltól való megfosztását (egyes források szerint meg is tették).

## Hadvezérek bábja
Metellus Pompeiusszal együtt tért vissza Rómába, és Kr. e. 60-ban praetor lett; ilyen minőségben javasolta, hogy Itália földjén töröljék el a vectigalia adónemet. A senatus olyannira neheztelt rá, hogy a törvényt valaki másról próbálta elnevezni. Hivatali évét követően nem ment a tartományába, hanem a fővárosban maradt. Kr. e. 57-ben végül Publius Cornelius Lentulus Spinther kollégájaként lett consul, ami nagy riadalmat váltott ki az előző évben száműzött Cicero híveiben, akik éppen a politikus visszahívásán munkálkodtak. Mivel azonban Pompeius és Caesar ekkor éppen az őket megsértő Clodius tribunus ellen áskálódtak, Nepos félretette korábbi gyűlölködését, és mindjárt január 1-jén deklarálta, hogy nem fog a demagóg tribunus elleni harcban szintén jeleskedő szónok visszahívása ellen tenni. Cicero levélben köszönte meg neki ezt, és későbbi beszédeiben is kiemelte nagylelkűségét és önmérsékletét.
Cicero köre eleinte gyanakvóan fogadta Nepos pálfordulását, ő azonban hamarosan – nem utolsósorban rokona, Publius Servilius hatására – korábbi ellenfele visszahívásának egyik legodaadóbb támogatója lett. Tekintélyének nagy szerepe volt benne, hogy Cicero már szeptemberben visszatérhetett. Metellus azonban nem az elvek embere volt: hamarosan ismét szakított a hazatért politikussal, és – Caesar akaratának megfelelően – novemberben az időközben Caesar oldalára állt Clodius aedilisszé választásának legaktívabb támogatója lett.
Kr. e. 56-ban Hispania Citerior tartományt igazgatta. Ekkoriban összeveszett Clodiusszal, ez pedig természetesen béküléshez vezetett Ciceróval. Áprilisban sok más római arisztokratához hasonlóan a lucai találkozón vett részt. Visszatérve váratlan csapást mért a veccaeusokra, és győzelmet aratott. Kr. e. 55-ben azonban a törzs elfoglalta tőle Clunia városát, méghozzá akkora erőkkel, hogy Metellus nem merte megtámadni őket.
Nepos feltehetően még ebben az évben hazatért Rómába, és nagy valószínűséggel meg is halt. Végrendeletében mindenét Carrinasra – talán Kr. e. 43. egyik consuljára – hagyta, kihagyva rokonait, a Metellusokat és a Claudiusokat.
Az ifjabb Nepos nem volt nagy formátumú politikus. Családjával ellentétben nem az optimata párt hűséges támogatója volt, de még csak a populares (római néppárt) szimpatizánsának sem nevezhetjük: leginkább Pompeius akaratának megfelelően cselekedett.